# Pimpla alboannulata
Pimpla alboannulata är en stekelart som beskrevs av Tohru Uchida 1928. Pimpla alboannulata ingår i släktet Pimpla och familjen brokparasitsteklar. Inga underarter finns listade i Catalogue of Life.